# 阿勒西亞
阿勒西亞（Aletheia）是希臘神話中象徵真理的女神；代表「真實」、「不隱蔽」等，意即這些概念的擬人化。
她是宙斯的女兒，但是，根據伊索寓言，她是普羅米修斯的造物。

## 脚注
1. ↑  . Liddell, Henry George; Scott, Robert; A Greek–English Lexicon at the Perseus Project.
2. ↑  Aesop, Fables 530 (from Phaedrus Appendix 5)